# Mootorsaed laulsid
Mootorsaed laulsid, ook wel bekend als Chainsaws Were Singing is een Estische komische muzikale horrorfilm uit 2024, gemaakt door Sander Maran. 

## Productie
De film werd oorspronkelijk opgenomen in 2013 door Sander Maran met een groep vrienden en een laag budget. Het duurde hem echter 11 jaar om de film volledig afgemonteerd te krijgen. In 2024 opende de film het Haapsalu Horror & Fantasy Film Festival waar hij zowel de "publieksprijs" als de prijs voor "Beste Estse Genrefilm" in ontvangst nam.  Dit was de eerste keer dat een film meerdere prijzen op het film festival won.